# Matilde Hidalgo

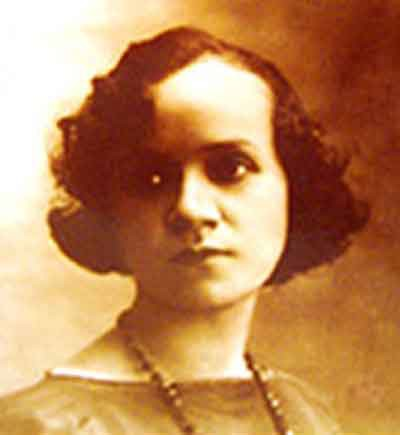
Matilde Hidalgo

Matilde Hidalgo Navarro de Procel (* 29. September 1889 in Loja; † 20. Februar 1974 in Guayaquil) war eine ecuadorianische Ärztin und Frauenrechtlerin. Sie war die erste Ecuadorianerin, die das Abitur machte, die erste Frau, die in Ecuador ein Medizinstudium aufnahm und abschloss, und die erste Frau, die bei Präsidentschaftswahlen ihre Stimme abgab, und ebenfalls die erste, die in einen ecuadorianischen Kantonsrat und in das nationale Parlament gewählt wurde, in letztem allerdings nicht Abgeordnete wurde.

## Leben
Matilda Hidalgo war eines von sechs Kindern ihrer Eltern. Nach dem Tod ihres Vaters arbeitete die Mutter als Schneiderin. Mit Hilfe ihrer Mutter und eines ihrer Brüder gelang es Matilda im Jahr 1907, sich gegen zahlreiche Widerstände und gesellschaftliche Ablehnung im katholisch geprägten Loja auf einer weiterführenden Schule einzuschreiben und dort erfolgreich zu lernen. Im Oktober 1913 erlangte sie das Abitur.
Sie beantragte die Aufnahme in die Universidad Central del Ecuador in Quito, um ein Medizinstudium aufzunehmen, was ihr aber versagt wurde. Stattdessen gelang es ihr aber, einen Studienplatz an der Universidad del Azuay in Cuenca zu erhalten. Obwohl sie während ihres Studiums spöttischen Bemerkungen von Kommilitonen und Mitbürgern ausgesetzt war, schloss sie 1919 ihr Studium als Licenciada en Medicina mit Auszeichnung ab. Sie wurde nun von der Universidad Central zum Promotionsstudium zugelassen, das sie 1921 mit der Promotion abschloss.
1922 heiratete sie den Anwalt Fernando Procel und zog mit ihm nach Machala, wo sie eine Praxis eröffnete. 1924 erreichte sie – auf die Tatsache gestützt, dass es Frauen nicht ausdrücklich verboten war, zu wählen – ihre Einschreibung in das Wählerverzeichnis für die Präsidentschaftswahl, für die erst der Ministerrat seine Zustimmung geben musste. Sie wurde die erste Frau Lateinamerikas, die an nationalen Wahlen teilnahm.
Sie wurde 1925 als erste Frau in den Rat eines Kantones, in ihrem Fall Machala, gewählt, dessen Vizepräsidenten sie seit 1936 war. Sie war an der Gründung des Roten Kreuzes und der Niederlassung des staatlichen Kulturinstituts Casa de la Cultura in der Provinz El Oro, deren Hauptstadt Machala ist, beteiligt. 1941 unternahm sie ihre Kandidatur um einen Parlamentssitz für ihre Heimatprovinz Loja auf der Liste des Partido Liberal. Als die Ergebnisse bekannt gemacht wurden, hatte sie genügend Stimmen für den Parlamentseinzug bekommen, war aber von ihrer Partei nur auf einen Nachrückerposten gesetzt worden, so dass sie zwar die erste gewählte Abgeordnete gewesen wäre, aber nicht zu ihrem Recht kam. Erste weibliche Abgeordnete Ecuadors war Nela Martínez, die 1945 als Nachrückerin für die Kommunistische Partei Ecuadors in das seinerzeit Nationalversammlung genannte Parlament eintrat.
1956 wurde Hidalgo der Nationale Verdienstorden verliehen.
2005 verfilmte der ecuadorianische Regisseur César Carmigniani ihr Leben unter dem Titel „Matilde, la dama del siglo“ (deutsch etwa: „Matilda, die Dame des Jahrhunderts“).